# British Comedy Awards
De British Comedy Awards is een prijsuitreiking in het Verenigd Koninkrijk waarin comedians en andere entertainers van het afgelopen jaar worden geëerd. 
De prijzen werden voor het eerst uitgereikt in 1990 en de uitreiking wordt elk jaar in december rechtstreeks uitgezonden door ITV. Het eerste jaar werd de ceremonie gepresenteerd door Michael Parkinson in het London Palladium. De prijzen worden nu uitgereikt in de London Studio's, en vanaf het tweede jaar is de presentatie in handen van Jonathan Ross. 
De avond had regelmatig een thema (het Wilde Westen, de oude Grieken) met bijbehorende dresscode, maar de laatste jaren wordt dit niet vaak meer gedaan. 

## Memorabele momenten
Als gevolg van de combinatie alcohol en comedians is de avond vaak gevuld met opvallende gebeurtenissen. 
- Jonathan Ross' autocue werd uit het podium gerukt door prijswinnaar Michael Barrymore.
- 1993: Prijsuitreiker Julian Clary maakte de grap dat hij "zojuist Norman Lamont had gefist". Dit veroorzaakte controverse en betekende bijna het einde van Clary's carrière.
- 1994: Spike Milligan noemde zijn fan Prins Charles een "grovelling little bastard" (vrij vertaald: "kruiperige klootzak") toen hij de bewonderende woorden hoorde die de prins uitsprak toen hij hem zijn Lifetime Achievement Award uitreikte.
- 1997: Buster Merryfield viel en kreeg een wond aan zijn voorhoofd toen hij een prijs voor David Jason aannam.
- 1998: Alan Davies was verkleed als matador. Dit leidde uiteindelijk tot een gevecht met een andere gast.
- 2000: Nigel Hawthorne nam een Lifetime Achievement Award aan voor Alan Bennett. Tijdens zijn toespraak riep een dronken Caroline Aherne hem toe: "Get on with it!" ("Schiet eens op!") waarna Hawthorne stopte en terugriep: "Would you like to come do this yourself madam?" ("Wilt u het liever zelf doen, mevrouw?"), gevolgd door gejuich van het publiek.
- 2006: Matt Willis, de winnaar van I'm a Celebrity... Get Me Out of Here! kwam een prijs uitreiken en werd daarbij vergezeld door een bioloog met een python die bijna het hele podium in beslag nam. De slang draaide zich eerst rond de benen van de eigenaar en probeerde vervolgens te ontsnappen, door het publiek heen.